# Le Dernier Été de mon enfance
Pour les articles homonymes, voir Dernier été.
Le Dernier Été de mon enfance (トムソーヤ, Tom Sawyer, au Japon) est un manga en 1 seul volume de Shin Takahashi édité par Hakusensha. En France, il a été édité par Akata.

## Synopsis
Le Dernier Été de mon enfance est une adaptation libre des Aventures de Tom Sawyer.
Haru, jeune étudiante en arts à Tokyo, rentre dans son village natal pour assister aux funérailles de sa mère. Elle y rencontre Taro, un enfant de 14 ans du village, avec lequel elle assistera à une scène qui va radicalement transformer son séjour…

## Informations
| no | Japonais       | Japonais          | Français        | Français          |
| no | Date de sortie | ISBN              | Date de sortie  | ISBN              |
| --- | -------------- | ----------------- | --------------- | ----------------- |
| 1 | 29 août 2007   | 978-4-5921-4281-2 | 13 janvier 2010 | 978-2-7560-1849-2 |
| Nombre de pages : 370Liste des chapitres : Chapitre 1 Chapitre 2 Chapitre 3.1 Chapitre 3.2 Chapitre 4.1 Chapitre 4.2 |                |                   |                 |                   |